# デフォルトルート
デフォルトルート（英語: default route）とは、コンピュータネットワークのルーティングテーブルにおいて、全ての宛先を示す特殊な経路情報である。

## 概要
宛先のコンピュータが同じスイッチングハブに接続されている場合など、経路が明確な場合、コンピュータはその経路情報を使用して通信を行うため、デフォルトルートの設定は無視される。しかし、それ以外の場合は、全てのパケットはデフォルトルートの設定に従って、デフォルトゲートウェイに転送される。
IPv4では、デフォルトルートは全てのビットが0のアドレス 0.0.0.0/0（CIDR記法）で表現される。サブネットマスクは /0 であり、これは全ての宛先アドレスに対して有効であるとともに、プレフィックス長の最長一致による経路選択において優先度最低の経路であることを意味する。IPv6では、デフォルトルートは ::/0 で指定される。